# Guasticce
Guasticce è una frazione del comune italiano di Collesalvetti, nella provincia di Livorno, in Toscana.
L'abitato si trova a 3 m s.l.m., in prossimità delle rive del canale dello scolmatore dell'Arno, tra le frazioni di Stagno e Mortaiolo. Presso Guasticce scorre l'ultimo tratto del torrente Tora, che si getta poco dopo nello Scolmatore.

## Storia
Area un tempo palustre (come è possibile desumere dal toponimo) e scarsamente popolata, estremo meridionale della Piana di Pisa, fu lentamente bonificata a partire da Cosimo I de' Medici per essere poi destinata ad uso agricolo.
Nel 1795 si avviarono i lavori per la fondazione di una chiesa, dedicata a san Ranieri, a fianco della quale, nel 1921, sorse la cappella ai caduti.
Ancora nella metà dell'Ottocento non esisteva un vero e proprio nucleo urbano, tanto che lo storico Giuseppe Piombanti, nella prima edizione della sua guida (1873), descrive Guasticce ancora come l'insieme degli ultimi casolari delle Colline Livornesi, tra Nugola e il fiume Tora.
Durante la seconda guerra mondiale, nel periodo della Repubblica Sociale Italiana due famiglie ebraiche livornesi (8 persone in tutto, 5 adulti e 3 minori) si erano  trasferite a Guasticce in cerca di rifugio. Nonostante l'aiuto ricevuto dal parroco don Ugo Papini, furono tutti arrestati il 18 dicembre 1943 in seguito a delazione. Quattro di loro sopravvissero alla deportazione e alla morte ad Auschwitz. Fu uno dei  nuclei maggiori di ebrei arrestati nella provincia di Livorno.
Lo sviluppo urbano e industriale di Guasticce avvenne nel dopoguerra.
Con l'affermazione di Livorno quale centro industriale di rilevanza nazionale, la piana di Guasticce fu interessata dalla progressiva installazione di magazzini, aree di deposito e fabbriche.
In particolare, negli anni sessanta, Guasticce divenne sede dell'industria di carpenteria metallica Costruzioni Metalliche Finsider, ove furono riassorbiti numerosi operai del Cantiere navale fratelli Orlando di Livorno.
Parallelamente, nella pianura un tempo malsana, andò sviluppandosi l'area urbana vera e propria, mentre la costruzione della nuova chiesa, al centro del nuovo paese, portò all'abbandono del più antico luogo di culto, posto in collina.
Negli ultimi anni del Novecento, nei terreni limitrofi alla frazione fu iniziata la costruzione dell'Interporto toscano Amerigo Vespucci, vasto complesso situato a pochi chilometri dal porto labronico; in realtà la realizzazione dell'interporto fu portata avanti tra molte difficoltà e, ad oggi (2019), non risulta ancora ultimato in tutte le sue parti.
Malgrado l'utilizzo intensivo del territorio, le aree circostanti alla frazione, situate a ridosso delle Colline livornesi, sono sede di agriturismi e oasi naturalistiche.

## Infrastrutture e trasporti
Guasticce era servita da una fermata dell'antica Ferrovia Maremmana che collegava Collesalvetti alla Stazione di Livorno San Marco.
In seguito la linea fu smantellata in buona parte ed oggi è destinata esclusivamente alla movimentazione delle merci, essendo attiva fino all'area industriale e all'Interporto toscano Amerigo Vespucci.
La frazione è percorsa da una strada provinciale che collega Stagno a Vicarello; parallela a questa si snoda la Strada di grande comunicazione Firenze-Pisa-Livorno, che presenta due uscite in corrispondenza dell'interporto.